# Cedrillas
Cedrillas es un municipio y localidad española de la provincia de Teruel, en la comunidad autónoma de Aragón. El término municipal, ubicado en la comarca de la Comunidad de Teruel, tiene una población de 647 habitantes (INE 2024).

## Geografía
Por su término discurre el río Mijares que nace en el término de El Castellar. El municipio tiene un área de 73,57 km².

## Historia
Durante la Edad Media y todo el Antiguo régimen, hasta la división provincial del año 1833, fue tierra de realengo, quedando encuadrada dentro de la comunidad de aldeas de Teruel en la sesma del Campo de Monteagudo
El nombre de Cedrillas puede proceder de la resina extraída de unos árboles llamados localmente cedros, y que probablemente sean o bien enebros de la miera (juniperus oxycedrus), o bien sabinas blancas (juniperus thurifera). De ellos se extraía la resina aromática usada para la elaboración de perfumes y cosméticos.
En el término municipal hay vestigios de un asentamiento ibérico en lo que hoy es la ermita Santa Quiteria, la Talayuela y el Hocino. De la época romana se han hallado monedas y restos cerámicos.
La Edad Media está representada por el castillo, una fortaleza recinto de considerable superficie, que tuvo su importancia en la guerra de los Dos Pedros y en la conquista de Valencia por Jaime I. Cuando la población en el siglo XV y XVI empezó a construir fuera del recinto amurallado, al pie de la muela sobre la que está edificada la fortaleza, utilizaron las piedras de la muralla sur para edificar las nuevas casas. Recientemente se ha acometido la rehabilitación y consolidación de todo el recinto y de la torre del homenaje.
Después de la Reconquista y consolidación del reino de Aragón el lugar fue tutelado por las familias de la baja nobleza (infanzones) Tarín-Gil y el señorío feudal de la casa del Marqués de Tosos - Conde de Samitier - Barón de Herbés. Posteriormente las familias de los Dolz Del Castellar y los Bonet se establecieron también como latifundistas.
En el siglo XVI con la expansión de la agricultura se roturan muchos jornales de tierra, y la prosperidad llega a la comarca. Es entonces cuando se acometen las construcciones más representativas que son de esa época iglesia del Salvador, el Santo, el ayuntamiento y las ermitas del Loreto y del Pilar.
En el año 1892, siendo alcalde Luciano Redón, ocurre un hecho fundamental para Cedrillas y sus gentes que llega hasta nuestros días y es el traslado de la feria ganadera de Alcalá de la Selva a Cedrillas por el impulso del ganadero Joaquín Julián Catalán de Ocón (el señorito de Ródenas y hermano del Barón de Escriche). La Feria ha forjado el carácter de los cedrillenses, haciéndolos negociantes y emprendedores; la lista de cedrillenses con éxito sería larga de enumerar.
Bajo la dictadura de Primo de Rivera se acometieron obras importantes para la dimensión del pueblo, las más importantes son el cuartel de La Guardia Civil, el Cementerio, el Puente (destruido en la Guerra Civil), las escuelas y la mejora de la carretera de Teruel. Esto fue debido al impulso del alcalde Florencio Martín de la familia de los Cabezones.

## Demografía
Cedrillas cuenta con una población de 647 habitantes (INE 2024).
| Gráfica de evolución demográfica de Cedrillas entre 1842 y 2021                                                     |
| |
| Población de derecho según los censos de población del INE Población de hecho según los censos de población del INE |

En el período 1900-1991 los datos se refieren a población de hecho. A partir de 1996 se sigue el nuevo sistema de gestión continua e informatizada de los padrones municipales, basado en la coordinación de todos ellos por parte del INE.

## Economía

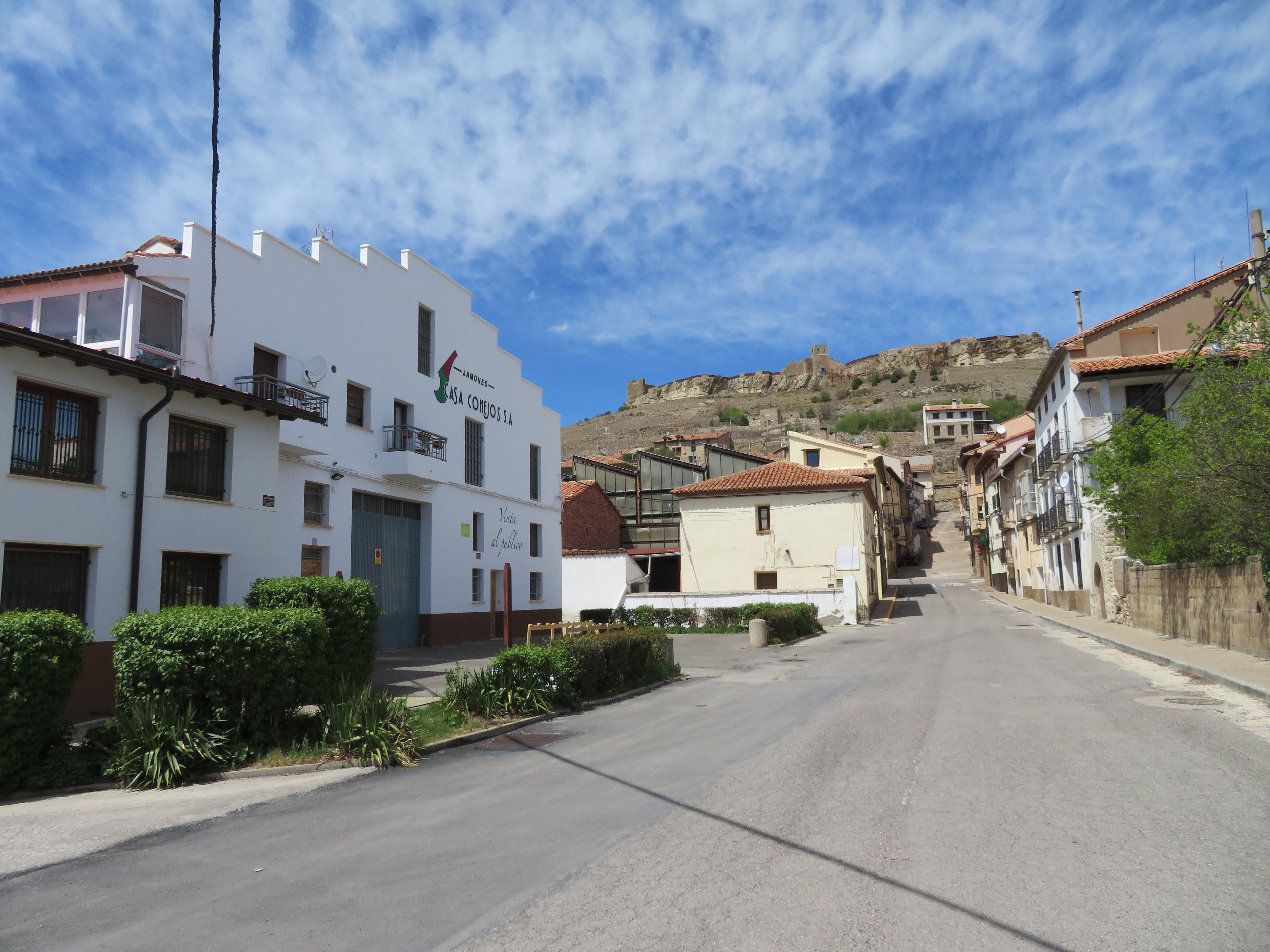
Panorámica de Cedrillas

La economía de Cedrillas es fuerte en relación con su escasa población; en el pueblo hay cuatro carpinterías, cinco secaderos de jamones, dos talleres de mecánica y metal, dos hornos panaderos, varios bares, una fonda y diferentes establecimientos comerciales.
Fruto de esta fuerza económica es la presencia de cuatro sucursales bancarias, lo que ofrece la sorprendente ratio de una sucursal por cada 137 habitantes.
Además, se celebra anualmente la Feria de Ganado de Cedrillas, a finales del mes de septiembre, que sigue creciendo año a año desde su recuperación en el año 1991.

## Administración y política
| Período             | Alcalde                                        | Partido |  |
| ------------------- | ---------------------------------------------- | ------- |  |
| 1979-1983           | César Pérez Guillén                            | Ind.    |  |
| 1983-1987           | Elviro Pérez Martín                            |         |  |
| 1987-1991           | Crescencio García                              |         |  |
| 1991-1995           | Vicente Guillén Izquierdo                      | PSOE    |  |
| 1995-1999           | Vicente Guillén Izquierdo                      | PSOE    |  |
| 1999-2001 2001-2003 | Vicente Guillén Izquierdo José Luis López Sáez | PSOE    |  |
| 1999-2001 2001-2003 | Vicente Guillén Izquierdo José Luis López Sáez | PSOE    |  |
| 2003-2007           | José Luis López Sáez                           | PSOE    |  |
| 2007-2011           | José Luis López Sáez                           | PSOE    |  |
| 2011-2015           | José Luis López Sáez                           | PSOE    |  |
| 2023-               | Javier Gómez Gómez                             | PP      |  |

| Partido político    | Partido político                                   | 2003   | 2007   | 2011   | 2015   |
| Partido político    | Partido político                                   | Ediles | Ediles | Ediles | Ediles |
|                     | Partido de los Socialistas de Aragón (PSOE-Aragón) | 4      | 3      | 5      | 5      |
|                     | Partido Popular de Aragón (PP)                     | 1      | 2      | 2      | 2      |
|                     | Partido Aragonés (PAR)                             | 1      | 2      | —      | —      |
|                     | Chunta Aragonesista (CHA)                          | —      | 0      | 0      | —      |
| Total de concejales | Total de concejales                                | 7      | 7      | 7      | 7      |

## Servicios
Cedrillas cuenta con gasolinera, centro de salud, residencia de la tercera edad, farmacia, cuartel de La Guardia Civil, biblioteca y el Museo Fermín Alegre, que hace las veces de oficina de información turística.

## Patrimonio

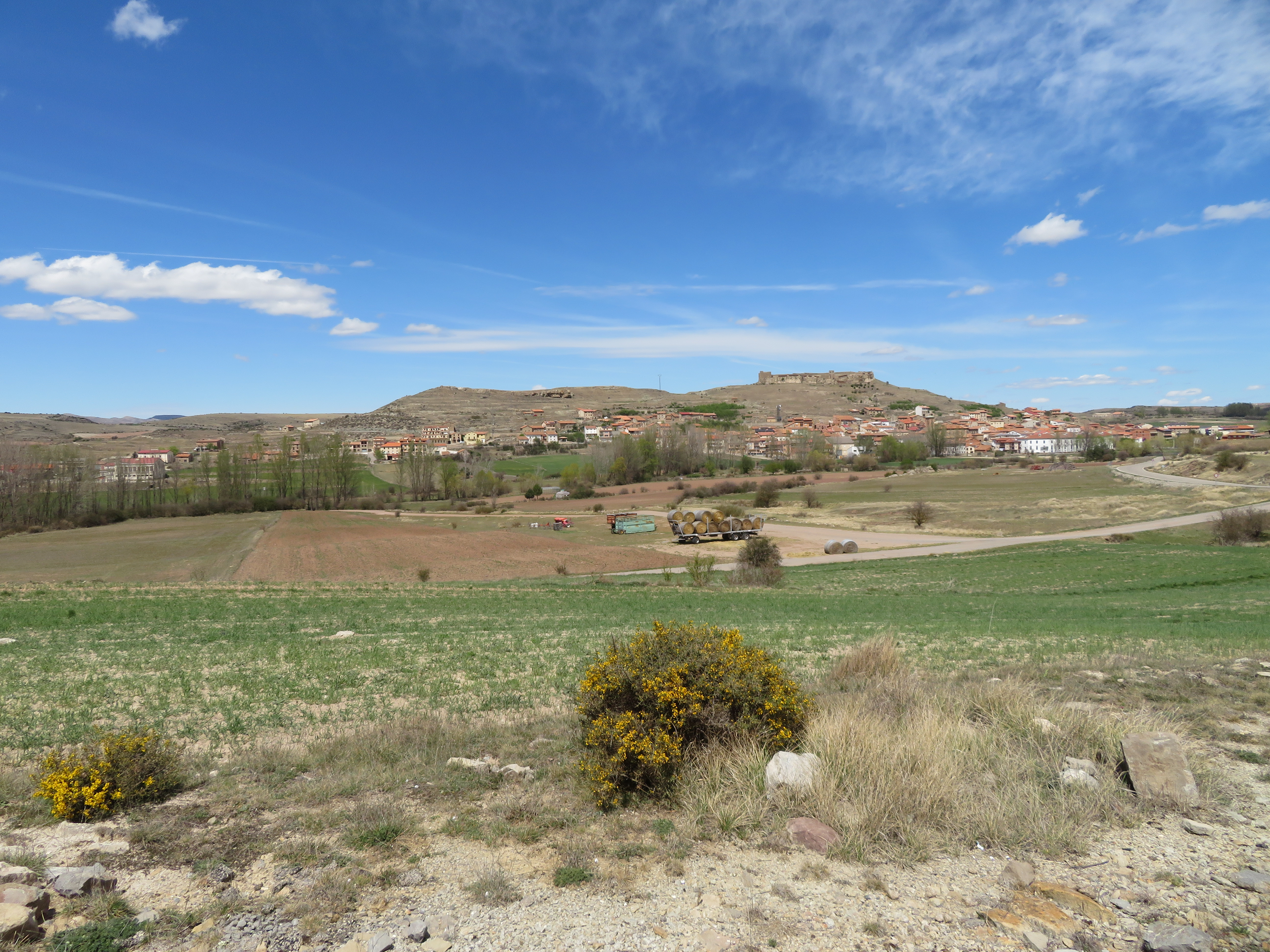
Panorámica del municipio de Cedrillas coronado por el castillo

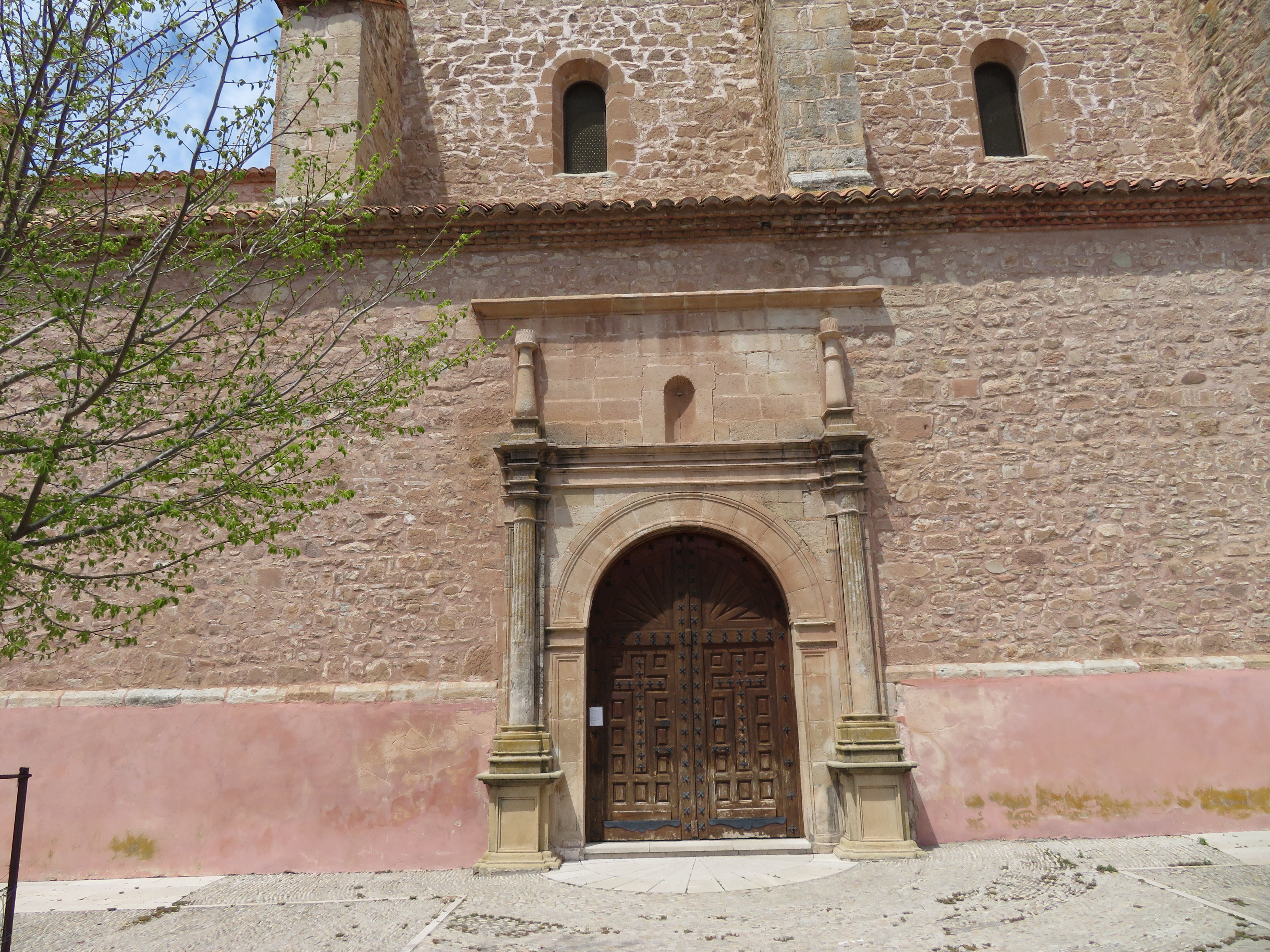
Iglesia del Salvador en la plaza de la Constitución

- Iglesia del Salvador. dedicada a su patrón El Salvador, construida en el siglo XVI en estilo gótico renacentista. Su torre se levantó más tarde, a finales del siglo XIX, en estilo neomudéjar.
- Ermita del Salvador. Patrón de la localidad.
- Ermita de Santa Quiteria. La ermita más antigua dedicada a la patrona de la localidad.
- Ermita del Loreto.
- Restos de su castillo medieval con aspecto de ciudadela amurallada. La fortaleza se edificó entre los siglos XII y XII tras la conquista de la villa a los musulmanes. Hoy pueden verse dos extensos muros de mampostería que han sido restaurados. Anteriormente existió en la misma zona se situó un poblado íbero que llegó al periodo romano, del que se han encontrado numerosos vestigios, como fragmentos de cerámica y monedas. Este espacio cuenta con una mesa de interpretación a la entrada del recinto amurallado.

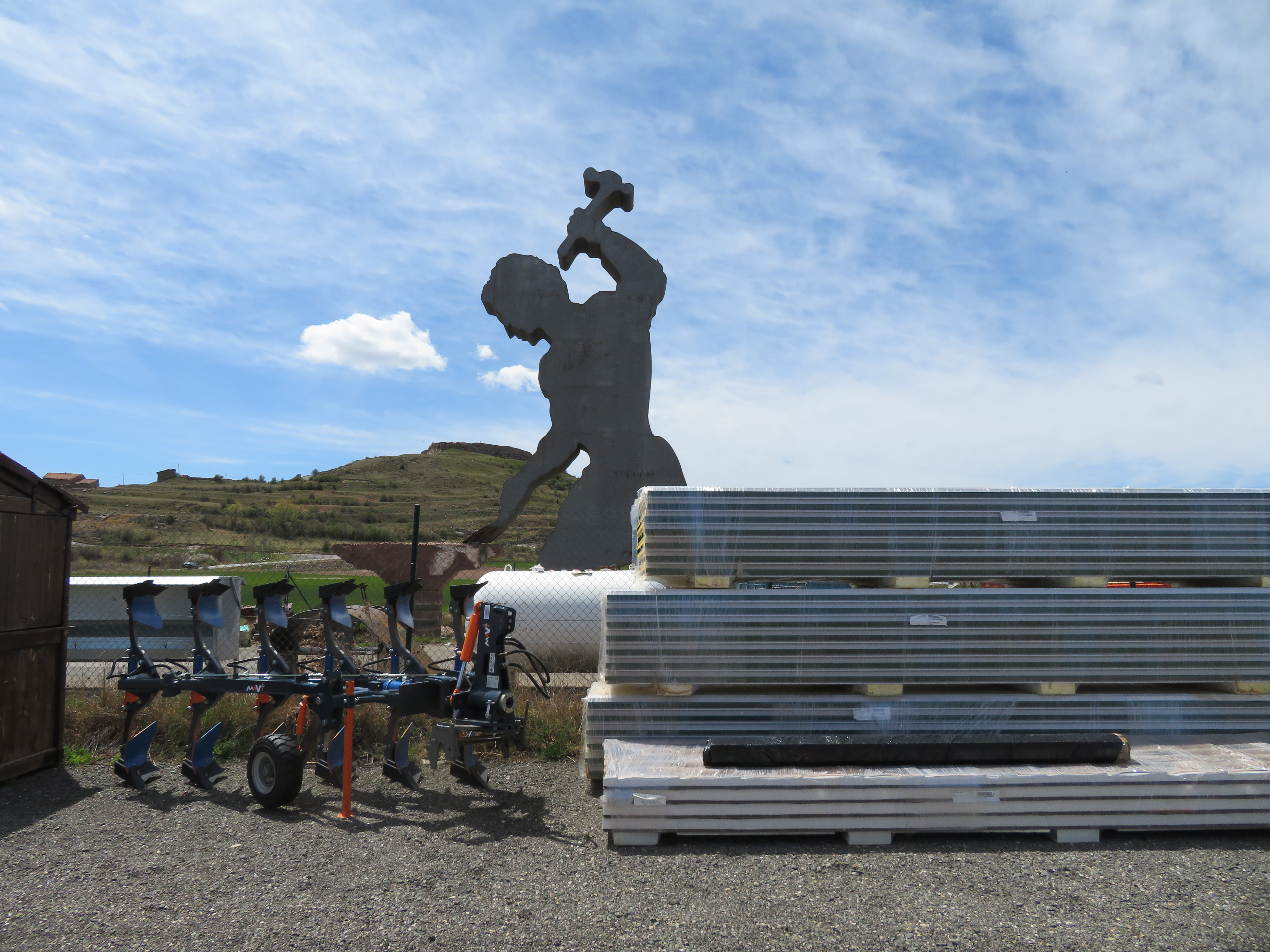
Herrero gigante de Cedrillas

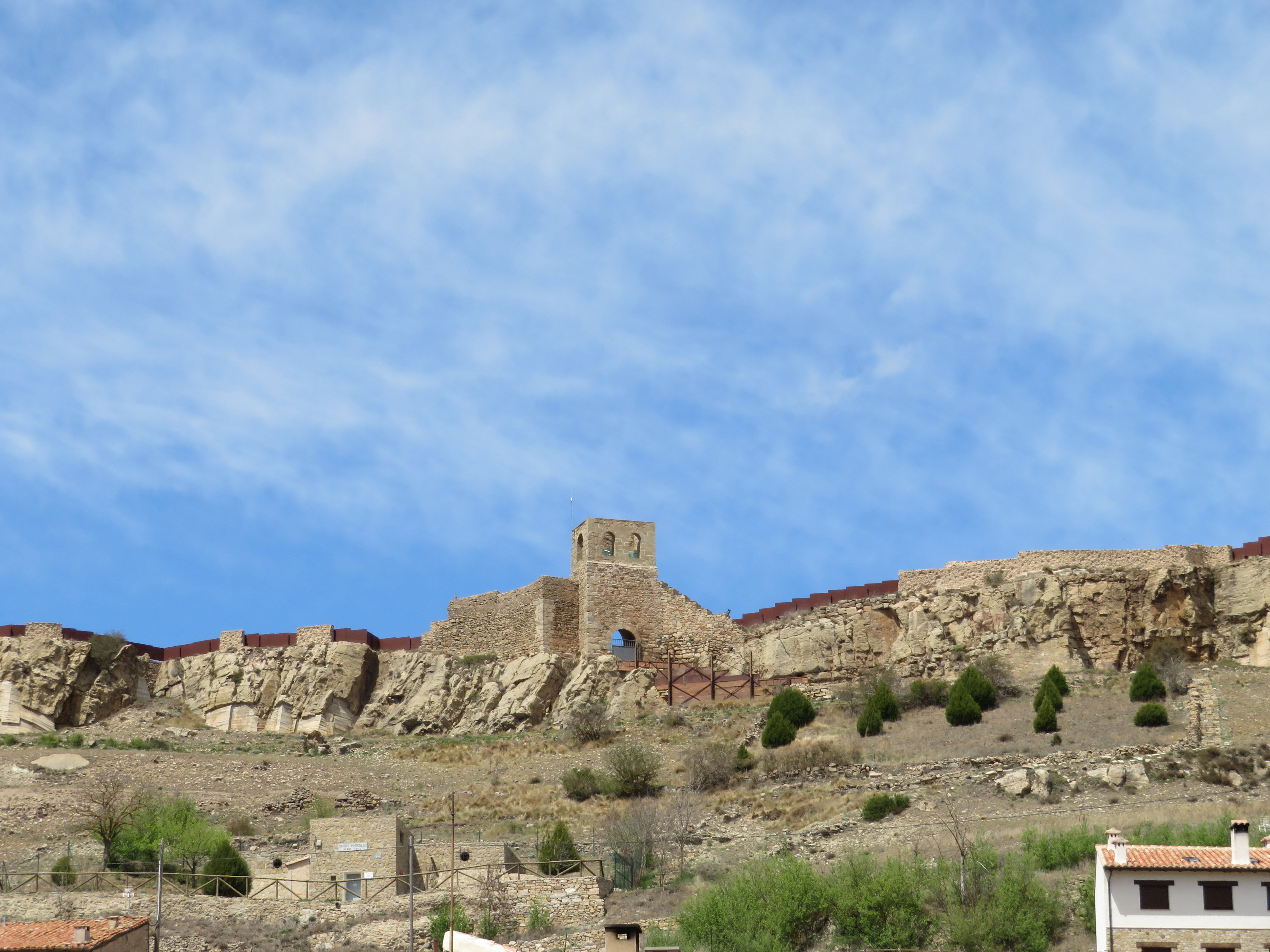
Castillo de Cedrillas

## Fiestas
- Santa Quiteria: 22 de mayo. Patrona de la localidad.
- El Salvador:  6 de agosto. Patrón de la localidad.
- La Feria de Ganado: primer fin de semana de octubre. La feria de Cedrillas es una de las más importantes a nivel nacional. El evento se celebra en octubre y es de carácter agrícola, ganadero e industrial, pero también hay espacio para otros productos. Esta feria se lleva a cabo desde finales del siglo XIX, siendo toda una tradición para los cedrillenses.
- Virgen del Pilar: 12 de octubre. Fiestas de los socios.